# Naijver in Painful Gulch
Naijver in Painful Gulch (Les Rivaux de Painful Gulch) is het negentiende album uit de stripreeks Lucky Luke. Het verhaal werd geschreven door René Goscinny en getekend door Morris. Het album werd in 1962 uitgegeven door Dupuis.

## Inhoud
Als Lucky Luke op zijn tocht door het wilde westen het stadje, Painful Gulch, aandoet blijkt daar een oeroude vete tussen twee families aan de gang te zijn: de O' Hara's en de O' Timmins. De O' Hara's zijn te herkennen aan hun grote flaporen en de O' Timmins aan hun grote neuzen. Om een reden die niemand kent (zelfs de families zelf niet) hebben ze een grote hekel aan elkaar. De aanslagen die de families op elkaar plegen, zorgen voor veel onrust in Painful Gulch. Lucky Luke wil het probleem oplossen en wordt onbedoeld tot burgemeester benoemd. Hij organiseert een feest ter ere van de stad, waarop er wedstrijden gehouden zullen worden. De dorpelingen laten de O' Hara's en de O' Timmins elk een wedstrijd winnen, in de hoop dat ze in hun vreugde de ruzie bij zullen leggen, maar tevergeefs. Dan besluit Lucky het harder aan te pakken. Hij neemt iedereen van elke familie gevangen, behalve de gezinshoofden. Als Lucky Luke ze vrijlaat moeten de gezinshoofden de ruzie bijleggen, wat ze uiteindelijk doen. Om de harmonie te bezegelen sticht Lucky brand bij de O' Hara's. De O' Timmins zijn de enigen met een waterput in de verre omtrek, waardoor alleen zij kunnen helpen. Nadat de brand door de O' Timmins geblust is, sluiten de families vriendschap. De problemen zijn opgelost en Lucky neemt ontslag, om weer verder te gaan op zijn reis.

## Achtergronden bij het verhaal
- Het verhaal werd waarschijnlijk geïnspireerd door de vete tussen de Hatfield en McCoy-familie.[bron?] Zie ook de Buster Keaton-film Our Hospitality.
- De doodgraver in dit verhaal is de inspiratiebron geweest voor doodgraver Mathias Bones, die o.a. in de eerste twee films en de tv-series van Lucky Luke voorkomt.